# Bjarni Thorarensen
Bjarni Vigfússon Thorarensen fue un poeta islandés nacido en 1786 y fallecido en 1841. 

## Biografía
Fue vicegobernador del norte y oriente de Islandia.  Como poeta recibió influencias del clasicismo y el romanticismo.  Era amigo de Jónas Hallgrímsson, que se vio influenciado por el trabajo de Bjarni. 
Su trabajo más conocido es Íslands minni, denominado también Eldgamla Ísafold.